# Lista över tyska pansarskepp

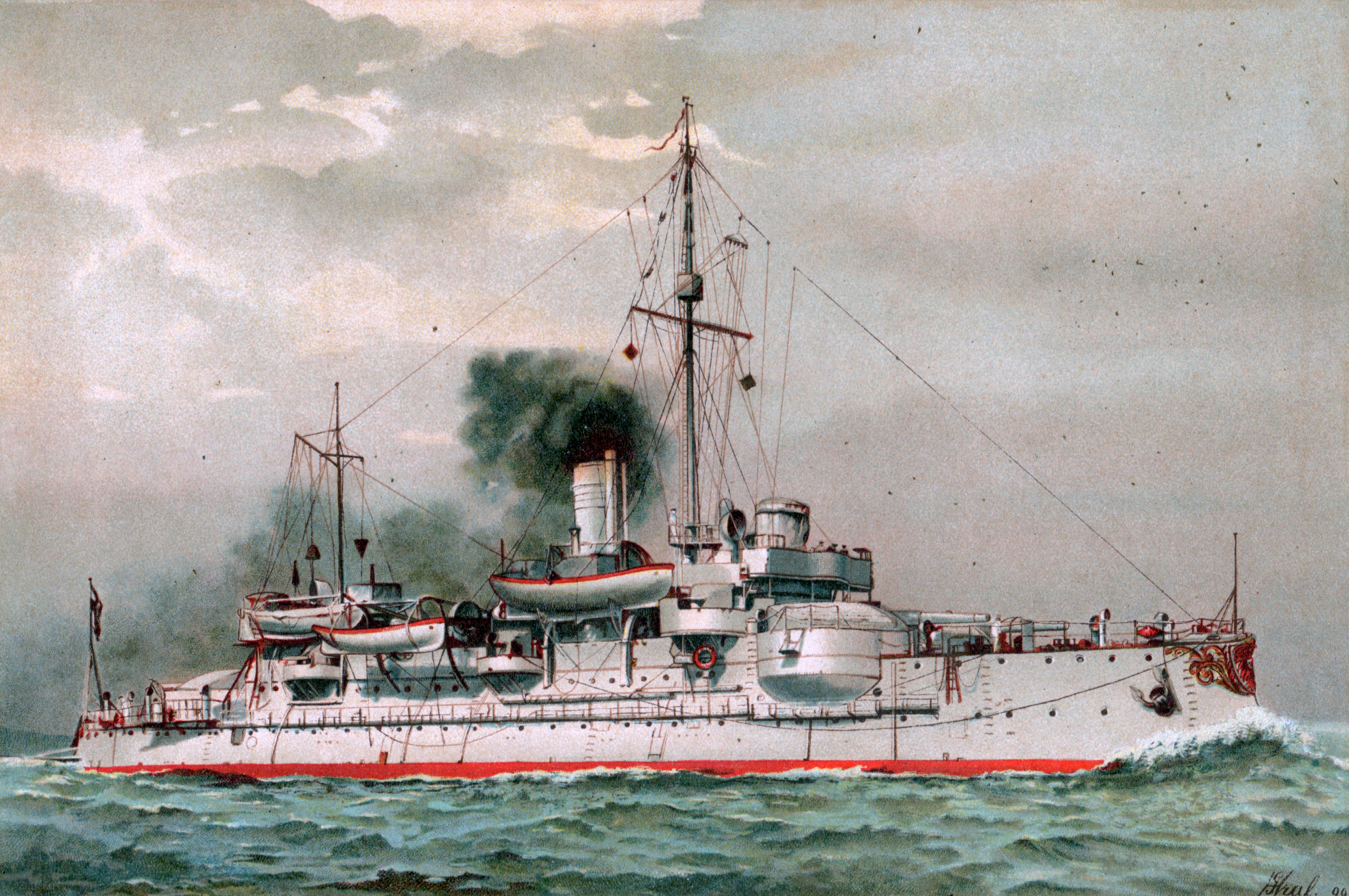
Pansarskeppet Hagen under gång. Litografi av Hugo Graf, 1902

Följande lista över tyska pansarskepp innehåller samtliga pansarskepp som tillhört tyska flottan mellan 1888 och 1935.

## Fartygen

### Siegfried-klass
- SMS Siegfried
- SMS Beowulf
- SMS Frithjof
- SMS Heimdall
- SMS Hildebrand
- SMS Hagen

### Odin-klass
- SMS Odin
- SMS Ägir